# 2005年の文学
2005年の文学（2005ねんのぶんがく）は、2005年（平成17年）の文学についてまとめた記事である。

## できごと
- 1月13日 - 第132回芥川龍之介賞・直木三十五賞の選考委員会が開かれる。
- 4月 - 『四日間の奇蹟』（宝島社）が、100万部突破。
- 4月5日 - 第2回本屋大賞が発表される。恩田陸の『夜のピクニック』が受賞[1]。
- 4月15日 - 黒人差別にあたるとして絶版措置がされていた『ちびくろ・さんぼ』が、瑞雲舎より復刊される[2]。
- 4月23日 - 三島由紀夫生誕80年・没後35年記念展「三島由紀夫 ドラマティックヒストリー」が県立神奈川近代文学館で開催[3]。
- 6月29日 - リリー・フランキーの『東京タワー 〜オカンとボクと、時々、オトン〜』（扶桑社）が発売される。同書はトーハン発表の「2005年年間ベストセラー」総合11位と、「2006年年間ベストセラー」総合3位を記録した[4][5]。
- 9月 - 『さおだけ屋はなぜ潰れないのか?』（光文社新書）が、発売7ヶ月で100万部を突破。光文社の100万部突破は、石原慎太郎著『NOと言える日本』（1989年）以来。
- 10月 - 講談社は、講談社創業100周年と大江健三郎作家生活50周年を記念して、「大江健三郎賞」を創設することを発表。

## 賞

### 芥川賞・直木賞
第132回（2004年下半期）
- 芥川賞 - 阿部和重『グランド・フィナーレ』
- 直木賞 - 角田光代『対岸の彼女』

第133回（2005年上半期）
- 芥川賞 - 中村文則『土の中の子供』
- 直木賞 - 朱川湊人『花まんま』

### その他の賞
小説
- 日本推理作家協会賞（第58回） - 貴志祐介『硝子のハンマー』、戸松淳矩『剣と薔薇の夏』（長編及び連作短編集部門）
- 野間文芸賞（第58回） - 村上龍『半島を出よ』
- 野間文芸新人賞（第27回） - 青木淳悟『四十日と四十夜のメルヘン』、平田俊子『二人乗り』
- 江戸川乱歩賞（第51回） - 薬丸岳『天使のナイフ』
- 谷崎潤一郎賞（第41回） - 町田康『告白』、山田詠美『風味絶佳』
- 吉川英治文学賞（第39回） - 北原亞以子『夜の明けるまで』
- 吉川英治文学新人賞（第26回） - 恩田陸『夜のピクニック』、瀬尾まいこ『幸福な食卓』
- 泉鏡花文学賞（第33回） - 寮美千子『楽園の鳥 カルカッタ幻想曲』
- 三島由紀夫賞（第18回） - 鹿島田真希『六〇〇〇度の愛』
- 山本周五郎賞（第18回） - 荻原浩『明日の記憶』、垣根涼介『君たちに明日はない』
- 柴田錬三郎賞（第18回） - 橋本治『蝶のゆくえ』
- 伊藤整文学賞（第16回） - 笙野頼子『金毘羅』（小説部門）
- 本屋大賞（第2回） - 恩田陸『夜のピクニック』
- 小説すばる新人賞（第18回） - 飛鳥井千砂『はるがいったら』

児童文学
- 野間児童文芸賞（第43回） - 吉橋通夫『なまくら』
- 赤い鳥文学賞（第35回） - 李錦玉『いちど消えたものは』

詩
- H氏賞（第55回） - 山本純子『あまのがわ』

戯曲
- 岸田國士戯曲賞（第49回） - 佃典彦『ぬけがら』、三浦大輔『愛の渦』

評論、ノンフィクション
- 日本推理作家協会賞（第58回） - 日高恒太朗『不時着』（評論その他の部門）
- 大宅壮一ノンフィクション賞（第36回） - 稲泉連『ぼくもいくさに征くのだけれど 竹内浩三の死と詩』、高木徹『大仏破壊 バーミアン遺跡はなぜ破壊された』
- 伊藤整文学賞（第16回） - 富岡多恵子『西鶴の感情』（評論部門）

### 海外の賞
- ノーベル文学賞 - ハロルド・ピンター
- ブッカー賞 - ジョン・バンヴィル『The Sea』
- ピューリッツァー賞 - マリリン・ロビンソン『Gilead』（フィクション部門）、テッド・クーザー『Delights & Shadows』（詩部門）
- ヒューゴー賞 - スザンナ・クラーク『Jonathan Strange & Mr Norrell』（長編小説部門）、チャールズ・ストロス『The Concrete Jungle』（中長編小説部門）、ケリー・リンク『The Faery Handbag』（中編小説部門）、マイク・レズニック『Travels with My Cats』（短編小説部門）
- ゲオルク・ビュヒナー賞 - Brigitte Kronauer

## 2005年の本

### 小説
- 阿川佐和子 『スープ・オペラ』（新潮社）
- 内田康夫 『悪魔の種子』（幻冬舎）
- 江國香織 『赤い長靴』（小学館）
- 奥田英朗 『サウスバウンド』（角川書店）
- 加藤廣 『信長の棺』（日本経済新聞社）
- 桐野夏生 『魂萌え!』（毎日新聞社）
- 重松清 『その日のまえに』（文藝春秋）
- 篠田節子 『ロズウェルなんか知らない』（講談社）
- 島本理生 『ナラタージュ』（角川書店）、『一千一秒の日々』（マガジンハウス）
- 高村薫 『新リア王』（新潮社）
- 谷川流 『涼宮ハルヒの動揺』（角川書店）
- 谷川流 『涼宮ハルヒの陰謀』（角川書店）
- 中村文則 『土の中の子供』（新潮社）
- 林真理子 『anego』（小学館）
- 東野圭吾 『容疑者Xの献身』（文藝春秋）
- 宮部みゆき 『日暮らし』（講談社）、『孤宿の人』（新人物往来社）
- 村上春樹 『象の消滅 短篇選集 1980-1991』（新潮社）、『東京奇譚集』（新潮社）
- 村上龍 『半島を出よ』（幻冬舎）
- 薬丸岳 『天使のナイフ』（講談社）
- 山田詠美 『風味絶佳』（文藝春秋）
- 横山秀夫 『震度0』（朝日新聞社）、『ルパンの消息』（カッパ・ノベルス）
- リリー・フランキー 『東京タワー 〜オカンとボクと、時々、オトン〜』（扶桑社）
- ダン・ブラウン 『ダ・ヴィンチ・コード』（角川書店、訳越前敏弥）

### その他
- 吾妻ひでお 『失踪日記』（イースト・プレス）
- 石崎洋司 『黒魔女さんが通る!!』（講談社）
- 石原慎太郎 『息子たちと私』（幻冬舎）
- 内田樹 『先生はえらい』（筑摩書房）
- 江口寿史 『江口寿史の正直日記』（河出書房新社）
- さくらももこ 『ひとりずもう』（小学館）
- 中井英夫 『中井英夫戦中日記 彼方より 完全版』（河出書房新社）
- 中沢新一 『アースダイバー』（講談社）
- 中島さおり 『パリの女は産んでいる』（ポプラ社）
- 藤原正彦 『国家の品格』（新潮新書）
- 丸谷才一 『いろんな色のインクで』（マガジンハウス）
- 村上春樹 『意味がなければスイングはない』（文藝春秋）
- 村上春樹、佐々木マキ 『ふしぎな図書館』（講談社）
- 柳沢桂子、堀文子 『生きて死ぬ智慧』（小学館）

## 物故

### 1 - 3月
- 1月22日 - 谷本誠剛、兵庫県出身の児童文学研究者。65歳没。
- 1月29日 - エフライム・キション、ハンガリー出身のイスラエルの作家。80歳没。
- 1月31日 - 中尊寺ゆつこ、横浜市出身の漫画家。42歳没。
- 2月1日 - アーサー・ミラー、アメリカの劇作家。「セールスマンの死」などで現代アメリカ演劇を代表。89歳没。
- 3月22日 - 阪田寛夫、大阪府出身の詩人、童話作家。評伝のほか、小説「土の器」で芥川賞を受賞した。79歳没。

### 4 - 6月
- 4月5日 - ソール・ベロー、アメリカの小説家、劇作家。『フンボルトの贈り物』でピューリッツァー賞を受賞、1976年にはノーベル文学賞を受賞。89歳没。
- 4月20日 - 丹羽文雄、日本の小説家。風俗小説のほか『親鸞』などの仏教小説を書いた。100歳没。
- 6月9日 - 塚本邦雄、滋賀県出身の歌人。歌集『水葬物語』などで前衛短歌を発表、現代短歌に影響を与えた。84歳没。
- 6月10日 - 倉橋由美子、高知県出身の小説家。『大人のための残酷童話』などで知られる。69歳没。
- 6月25日 - 長新太、日本の絵本作家・漫画家。77歳没。

### 7 - 9月
- 7月1日 - 萩原葉子、日本の小説家・随筆家。萩原朔太郎の長女である。84歳没。
- 7月9日 - エド・マクベイン、アメリカの小説家。「87分署」シリーズで人気作家となった。78歳没。
- 7月13日 - 寿岳章子、京都府出身の国語学者・随筆家。81歳没。
- 7月22日 - 杉浦日向子、東京都出身の漫画家・江戸風俗研究家・エッセイスト。46歳没。
- 9月2日 - 朝吹登水子、東京府出身のフランス文学者・翻訳家。88歳没。

### 10 - 12月
- 10月8日 - 早船ちよ、岐阜県出身の児童文学作家。『キューポラのある街』を執筆した。91歳没。
- 10月17日 - 巴金、中華人民共和国の小説家。100歳没。
- 12月9日 - ロバート・シェクリイ - アメリカの小説家・脚本家。77歳没。
- 12月14日 - トレヴェニアン、アメリカの小説家。74歳没。
- 12月25日 - 佐々木丸美、北海道出身の小説家。56歳没。